# Émile Wambach

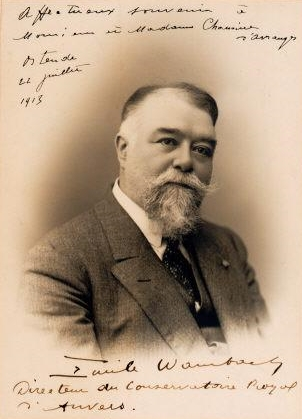
Émile Wambach, 1913

Émile Xav(i)er Wambach (* 26. November 1854 in Arlon; † 6. Mai 1924 in Antwerpen) war ein belgischer Komponist, Dirigent und Musikpädagoge.

## Leben
Der Sohn eines Fagottisten hatte zunächst Unterricht bei seinem Vater, studierte ab 1866 am Konservatorium Brüssel bei Jean Baptiste Colyns und ab 1868 an der Flämischen Musikschule in Antwerpen, wo Peter Benoit und Joseph Callaerts zu seinen Lehrern zählten. 1894 wurde er Kapellmeister an der Liebfrauenkathedrale von Antwerpen. Ab 1900 unterrichtete er Harmonielehre am Koninklijk Vlaams Conservatorium, das er ab 1912 bis zu seinem Tode leitete. Außerdem war er seit 1902 Inspektor der belgischen Musikschulen.
Unter anderem komponierte Wambach vier Opern (darunter Quinten Massys, 1899, über den gleichnamigen Maler), vier Oratorien (darunter Mozes op de Nijl, 1881, und Jeanne d'Arc, 1909), die Kantaten Ode aan Rubens (1877), Aan Belgenland (1905) und Huldezang (1920), ein Te Deum (1886), ein Stabat Mater (1901) sowie die sinfonische Dichtung Aan de boorden van de Schelde. Zu seinen Schülern zählten u. a. Karel Candael und Lodewijk de Vocht.
1914 wurde er zum korrespondierenden Mitglied der Académie royale des Sciences, des Lettres et des Beaux-Arts de Belgique gewählt.

## Werke (Auswahl)
- Kerstnacht Christnacht Konzertarie. Text: Hilda Ram (1858–1901). Incipit:  Er straalt een licht in den somberen nacht. [Da leuchtet ein Licht in der dunklen Nacht] (niederländisch). Französische Übersetzung: E. Steenackers. Incipit:  La nuit immense s’emplit de beauté., Faes, Antwerpen, 1876 OCLC 915827722 Arrangement für Tenor und Klavier, veröffentlicht in der Nieuwe Belgische illustratie, 1884 OCLC 915651579
- Burlesca für Orchester, 1876 OCLC 1113366425
- Fantaisie für Orchester, seiner Mutter gewidmet, 1877 OCLC 1113259280
- Capricio für Orchester, seinem Vater gewidmet, 1879 OCLC 1113715252
- Mozes op den Nÿl [Moses auf dem Nil], Oratorium, für Soli (Zwei Soprane, Mezzosopran, Bariton), gemischter Chor, Mädchenchor, Knabenchor und Klavier, Text: Edmond van Herendael (1841–1888), Possoz, Antwerpen, 1880 OCLC 900786251
- Impromptu für Orchester, seiner Mutter gewidmet, 1883 OCLC 1113283441
- Yolande, Lyrische Legende in drei Teilen, Text: August Snieders (1825–1904), für Soli, gemischten Chor und Klavier, Van Cauteren, Antwerpen, 1883 OCLC 824131687 OCLC 1099138570 Partitur, 1924 OCLC 915901186
  - Nr. 4:  Optocht der gilden [Prozession der Gilden],  Marche des corporations, Van Cauteren, Antwerpen, 1883 OCLC 915672392
  - Nr. 7:   Het lied van den minnestreel  [Das Lied des Minnesängers]. Incipit:  Ik ben de wereld rond getogen [Ich bin durch die Welt gezogen], Van Cauteren, Antwerpen, 1883 OCLC 915911447
  - Nr. 9: Padoana het orkest voert eenen dans uit [Paduana, das Orchester führt einen Tanz auf], Ballett. Van Cauteren, Antwerpen, 1883 OCLC 915672393
  - Nr. 10: Nacht en morgen [Nacht und Morgen]. Incipit: ’t Is feest, ’t is feest [Es gibt ein Fest, es gibt ein Fest], Van Cauteren, Antwerpen, 1883 OCLC 915911334
  - Nr. 11: Serenade. Incipit:  Ik zag Venetië de schoone [Ich sah Venedig, die Schöne], Van Cauteren, Antwerpen, 1883  OCLC 915911333
- Concert aria für Posaune und Streichorchester OCLC 56906010 Fassung für Posaune, Musikproduktion Juergen Hoeflich, München, 2020 OCLC 1150836707
- Liefdadigheid [Wohltätigkeit] für Mezzosopran und Orchester, Text:  Constant Wolfs. Incipit: Genoeg geweend, geen traan, geen klacht [Genug geweint, keine Träne, keine Klage], 1886 OCLC 1113383996
- Ouvertüre im alten Stil, 1892, für das Fest der Reeder an der Börse komponiert OCLC 1113133680
- Alte Tänze, 1892, für das Fest der Reeder an der Börse komponiert OCLC 1113853943
- Diffusa est gratis, Motette für Sopransolo mit Orgelbegleitung,  Madame Vander Linden gewidmet, 1898 OCLC 1113739817
- Heldencantate für Chor und Orchester, Text: Hilde RAM, A. Van der Ghinste, Brüssel, 1898, Klavierauszug OCLC 908960863
- Quinten Massys, Singspiel in drei Teilen, Text: Raf Verhulst, französische Adaption:  Gust de Gaef und Pierre d’Acre, deutsche Übersetzung:   A. Honigsheim, Breitkopf & Haertel, Brüssel, Klavierauszug von Emile Wambach OCLC 638243366l[Digitalisat 1] Uraufführung an der Vlaamse Oper in Antwerpen unter der Leitung von Émile Wambach am 16. Dezember 1899
- In exitu Israël, Psalm 113 für großes Orchester, Chor und Orgel, Incipit: In exitu Israël de Aegypto, domus Iacob de populo barbaro, Emile Dumont gewidmet, 1900 OCLC 1113014517
- Van een smeder [Von einem Schmied], Text: Leo Boucherij (1880–1961), Incipit: Een smeder die zwaaide met krachtigen zwong den hamer op ’t gloeiende ijzer [Ein Schmied, der schwang mit kräftigem Schwung den Hammer auf das glühende Eisen], Liederen voor ons volk [Lieder für unser Volk], Boucherij, Antwerpen, 1904 OCLC 900871686
- L’âne or comme il cheminait, aus dem Gedicht „Jesus“, Text: Jean Aicard, Incipit: Or comme il cheminait en suivant son beau songe, 1904 OCLC 915653146
- Melusine, Suite für Orchester in zwei Teilen aus dem gleichnamigen Drame lyrique, Text: Frans Gittens (1842–1911), 1905 OCLC 1113765699
- Kerstmis [Weihnacht], Lied für Mezzosopran oder Bariton, Text: Jacob Stinissen (1847–1913), Incipit: De volk’ren zagen gloren een ster een wonderlicht [Die Völker sahen einen Stern, ein Wunderlicht, leuchten], Davidsfonds, Leuven, 1911  OCLC 915911498
- Ochtendgroet [Morgengruß], Lied für Mezzosopran, Text: Jozef Crets (1871–1954), Incipit: Wen ’s ochtends door ons venster de eerste stralen schingen [Wenn morgens die ersten Strahlen durch unser Fenster scheinen], Davidsfonds, Leuven, 1911  OCLC 915911194
- Vrede [Friede], Lied für tiefe Stimme, Text: Jozef Crets, Incipit: Een heerlijk frissche zomer avend [Ein herrlich frischer Sommerabend], Davidsfonds, Leuven, 1911  OCLC 915584217
- Bij de huislamp [Die Hauslampe], Text: Lambrecht Lambrechts (1865–1932), Incipit: De huislamp is ontstoken en allen schuiven nader [Die Hauslampe brennt und alle rücken näher], Davidsfonds, Leuven, 1912  OCLC 915860572
- De klokken van onzen toren [Die Glocken unseres Turms ], Text: Maurits Sabbe (1873–1938), Incipit: Uw klokken luiden in mijn hart [Deine Glocken läuten in meinem Herzen], Jef Denyn (1862–1941)gewidmet, Davidsfonds, Leuven, 1912  OCLC 915835100
- Het roodborstje [Das Rotkehlchen], Text: Lambrecht Lambrechts, Incipit: De Heiland hing aan het kruis [Der Heiland hing am Kreuz ], Jef Denyn (1862–1941)gewidmet, Davidsfonds, Leuven, 1912  OCLC 915911471
- Des minnezangers bede, Text: Hendrik Conscience, Incipit: Geen jongeling had ooit een schooner lot [Kein Jüngling hatte je ein gerechteres Schicksal], Maria Antheunis-Conscience gewidmet, Davidsfonds, Leuven, 1912  OCLC 915911480
- Rombautscantate jubelzang [Romualdskantate Jubelgesang], geschrieben zum fünfzigjährigen Jubiläum des Collége Saint Rombaut in Mechelen 1863–1913 OCLC 1113300632
- Jehovah für Männerchor, Text: Theodoor van Ryswyck (1811–1849), französische Übersetzung: Pierre d’Acre, Orphéa, Bruxelles, 1913 OCLC 915819936
- Prière belge [belgisches Gebet], Vaderlands gebed [patriotisches Gebet] für gemischten Chor a cappella, Text: F. Henri de Puymaly, Incipit: O gij die in lach van zegen lonkt op ’t lieve land van Maas en Schelde [O du, der mit einem segnenden Lächeln dem lieben Land von Maas und Schelde zuwinkt], 1917  Musikproduktion Juergen Hoeflich, München, 2017 OCLC 1002650912
- Andante apassionata für Violoncello und Klavier, E.F. Upward gewidmet, 1917 OCLC 1113087643  Musikproduktion Juergen Hoeflich, München, 2017 OCLC 1256404486
- Au drapeau [Zur Flagge], patriotisches Lied für Tenor oder Bariton, Incipit: O loque radieuse, ô magique oripeau, 1917 OCLC 1113391320
- Aux morts pour la patrie [Zu den Toten für die Heimat], Incipit: O morts bien aimés qu’il est digne d’envie, elegisches Lied, 1917 OCLC 1113342859
- Béni soit le Seigneur [Gepriesen sei der Herr], Déclamatorium für vierstimmigen, gemischten Chor, Text: F. Henri de Puymaly, Incipit: Béni soit le Seigneur dans sa gloire immortelle [Gepriesen sei der Herr in seiner unsterblichen Herrlichkeit], 1917 OCLC 1113342859
- Fresque héroïque [Heroisches Fresko], Scène de concert für Bariton und großes Orchester, Text: Marcel Wyseur (1886–1950), 1918 OCLC 1113503948
- A l’Amérique [Nach Amerika], patriotisches Lied für Tenor, Text: F. Henri de Puymaly, Incipit: Bravo, libre et fière Amérique [Gut gemacht, freies und stolzes Amerika], 1918 OCLC 1113814865
- Aux héros de vingt ans [An die zwanzigjährigen Helden], Stances, Incipit: Doux héros qui pour la patrie avez voulu donner [Süßer Held, der für das Vaterland geben wollte], 1918 OCLC 1113024194
- En mai [Im Mai], Scène pittoresque für Orchester, 1922 OCLC 1112978412
- Adoration für Violine und Klavier, zweite Violine und Violoncello ad libitum, 1922 OCLC 1113405010
- Drei Motetten mit Orgelbeglaitung, Supplément à la Revue Sainte-Cécile, Procure Générale de Musique Religieuse, 1924 OCLC 915836462
- Edelweiss, Melancholie für Oboe und Streichorchester OCLC 56906022
- Fantasie für Carillon, Algem. Klokkenspelvereeniging, Afdeeling Noord-Nederland OCLC 71695726
- Jeanne d’Arc, poëme lyrique für Soli, Chor (Drei gleiche Stimmen oder vier gemischte Stimmen) und Orchester, Text: J. Merlent, Procure Générale de Musique Religieuse, Arras, Klavierauszug OCLC 84193472 (französisch)
- Noël [Weihnachten], récit biblique für Soli, Chor (Drei gleiche Stimmen oder vier gemischte Stimmen) und Orgelbegleitung, Text: F. Kinon, Procure de musique religieuse, Saint-Leu-le-Forêt OCLC 981945583
- Prière du soir [Abendgebet], für gemischten Chor, Text: C. Natal, Baron de T’Serclaes gewidmet, Procure Générale de Musique, Arras OCLC 71659082 (französisch)
- Salve regina für vier gemischte Stimmen mit Orgelbegleitung,  E. Pieraerts gewidmet, erschienen in Echos du sanctuaire Nr.   71,  Procure Générale de Musique Religieuse, Arras OCLC 71679686
- Nachte-wind, Lied, Text: G. Niko, Faes, Antwerpen OCLC 664608191
- Smart, Text: Gust de Graef, Gustave Faes, Antwerpen OCLC 975832809
- ’t Maagdelieveken, Text: Gust de Graef, Faes, Antwerpen OCLC 664608189
- ’t Winterkoninksken, Text: E. Schiltz, Faes, Antwerpen OCLC 664608173
- Vlaanderland, Flandrisches Lied, Text: Ed. Van Bergen, Gustave Faes, Antwerpen OCLC 664608181
- Zeemanslied, Text: Maria Elisa Belpaire (1853–1948), Faes, Antwerpen OCLC 664600264

## Digitalisate
1. ↑  Quinten Massys als Digitalisat beim Internet Archive

| Personendaten    | Personendaten                                                    |
| ---------------- | ---------------------------------------------------------------- |
| NAME             | Wambach, Émile                                                   |
| ALTERNATIVNAMEN  | Wambach, Émile Xaver (vollständiger Name); Wambach, Émile Xavier |
| KURZBESCHREIBUNG | belgischer Komponist, Dirigent und Musikpädagoge                 |
| GEBURTSDATUM     | 26. November 1854                                                |
| GEBURTSORT       | Arlon                                                            |
| STERBEDATUM      | 6. Mai 1924                                                      |
| STERBEORT        | Antwerpen                                                        |